# La via delle stelle (James Tiptree Jr.)
La via delle stelle (Up the Walls of the World) è un romanzo di fantascienza scritto da Alice Bradley Sheldon sotto lo pseudonimo di James Tiptree Jr., pubblicato nel 1978. È stato il primo romanzo della scrittrice statunitense, che allora si era affermata in ambito fantascientifico attraverso i suoi racconti brevi.
In un universo nel quale sono possibili fenomeni parapsicologici, è descritto un tentativo di invasione della Terra da parte di esseri con poteri telepatici avanzati, provenienti dal pianeta Tyree. La narrazione è portata avanti in tre ambientazioni differenti, che risultano interconnesse nel prosieguo della storia.
È stato tradotto in italiano da Marika Boni Grandi e pubblicato per la prima volta in Italia nel 1980, nella collana Fantascienza edita da Armenia Edizioni.

## Ambientazione
La narrazione è portata avanti in tre ambientazioni differenti.
La Terra
La parte del racconto che si svolge sulla Terra è ambientata prevalentemente in una base militare statunitense, Deerfield, il cui personale è stato in gran parte allontanato per svolgere un esperimento di verifica dell'attività di ricerca condotta dal dottor Noè Catledge nell'ambito della parapsicologia (psi).
Tyree
Tyree è un gigante gassoso abitato da una specie estremamente intelligente e pacifica. Dall'aspetto di grosse mante dal dimorfismo sessuale accentuato, i Tyrenni sono ovipari e comunicano sia telepaticamente, sia visivamente, mutando le colorazioni del mantello. Sviluppatisi negli strati più esterni e ventosi del pianeta, hanno progressivamente colonizzato le sue profondità, senza però mai raggiungerne la superficie. La società presenta una forte polarizzazione di genere: ai maschi, cui è affidato la custodia dell'uovo e l'allevamento dei bambini (Paternità), spetta un ruolo predominante; le femmine, fisicamente più minute, regolano il commercio, procurano gli alimenti ed esplorano il pianeta.
Di particolare rilievo nella società tyrenni è il compito degli Ascoltatori, che dalle loro postazioni alle estremità (superiore ed inferiore) dei vortici polari osservano i "Compagni del Giorno" (le stelle) e cercano segnali di altre civiltà. Attraverso questa attività vengono a conoscenza sia della minaccia al loro mondo rappresentata dal "Distruttore", sia della società umana sulla Terra.
Spazio interstellare
Nello spazio interstellare esiste da tempo immemore un'entità superiore che ha perduto la piena conoscenza dello scopo della sua razza e procede, come Distruttore, alla progressiva cancellazione dei soli che incontra nel suo passaggio, accelerandone l'evoluzione in nebulose planetarie o causandone la regressione a nubi di gas interstellari.
Lo stesso Distruttore è «immenso, nero e quasi immateriale», poco più denso del vuoto interstellare e costituito da innumerevoli interconnessioni nodali.

## Trama
Sulla Terra, il dottor Noè Catledge svolge ricerche di parapsicologia (psi) nell'ambito del Progetto Polymer, finanziato dal Ministero della Difesa statunitense. Il dottore ha individuato un gruppo di sette soggetti - Chris Costakis, Fredericka Crespinelli, Rick e Ron Waxman, Ted Yost, Valerie Ahlgren e Winona Eberhard - che ritiene abbiano un elevato potenziale nelle capacità psi e, durante i suoi esperimenti, cerca di ottenere comunicazioni telepatiche tra di loro, separati nelle varie stanze del suo laboratorio. Nella sua ricerca è coadiuvato dal dottor Daniel Dann (personaggio narrante principale del romanzo), supervisore medico durante gli esperimenti, dall'assistente informatico Margaret Omali e dal sottotenente di marina Kendall Kirk, cui spetta la gestione burocratica e di collegamento con le gerarchie militari.
Certo della bontà dei risultati raggiunti, il dottor Catledge intende dimostrare l'efficacia delle sue ricerche al Ministero della Difesa ed organizza a tale scopo un esperimento apparentemente piuttosto semplice: Ron Waxman, il più potente emettitore nel gruppo dei sette soggetti psi-dotati da lui identificati, s'imbarcherà a bordo di un sottomarino nucleare e comunicherà telepaticamente tre sequenze di lettere ai suoi cinque compagni ed al fratello Ron (che fungeranno da ricettori), ospitati nella base militare di Deerfield affinché ogni fase possa essere rigorosamente controllata. Con scetticismo, Daniel Dann è pronto ad aiutare, nella speranza che Catledge ottenga dei risultati quantomeno ambigui, che possano garantire il proseguimento delle ricerche.
Il dottor Dann, infatti, ha trovato in Catledge un'ancora di salvezza dopo esser sopravvissuto codardemente all'incendio che ha determinato la morte della sua famiglia. Tuttavia, per ottenebrare un profondo senso di colpa, ricorre ormai costantemente a sostanze stupefacenti. Con lentezza, sviluppa un interesse per la giovane Miss Omali, che invece mantiene un atteggiamento algido nei suoi confronti. Un improvviso malessere della donna, subito prima della partenza per Deerfield, riesce però ad avvicinarli.
L'arrivo a Deerfield genera inquietudini tra i membri del gruppo, che si rendono conto chiaramente di essere tenuti separati dal personale militare ed avvertono il senso di minaccia rappresentato dal maggiore Fearing, inviato a supervisionare l'esperimento. È lui a richiedere progressivamente l'installazione di una serie di barriere che manifestano il timore, più che la speranza, con la quale il militare guarda alla riuscita del tentativo.
Su Tyree, Tidonel (personaggio narrante) ha appena terminato una lunga fase esplorativa delle lande selvagge. Dovrebbe far ritorno alle profondità del pianeta abitate dalle sue genti, ma preferisce dirigersi verso la sommità delle nubi, presso gli Ascoltatori, per incontrare Giadot, colui che è stato il padre di suo figlio. Al suo arrivo, però, trova la comunità degli ascoltatori preda di grande agitazione. Si son resi tristemente conto, infatti, che una terribile minaccia si avvicina al loro mondo: un essere gigantesco e terrificante che annichila i soli al suo passaggio, da loro indicato come il Distruttore.
Sebbene Tidonel fosse rimasta all'oscuro della notizia, questa aveva già raggiunto i Padri più anziani, nelle profondità di Tyree. Viene dunque organizzata una riunione nella quale valutare se esistono delle possibilità di intervento o di salvezza. Risultati infruttuosi i tentativi di contattare il Distruttore, viene valutata la possibilità di abbandonare in massa il pianeta attraverso un trasferimento psichico. Ciò infatti potrebbe rientrare nella capacità degli abitanti di Tyree, ma li porterebbe anche a commettere il reato da loro ritenuto più abominevole: il furto della vita.
Nonostante ciò, vengono condotti dei tentativi e proprio Giadot e Tidonel si prestano a verificare la possibilità di eseguire il salto nelle menti di esseri senzienti su un altro pianeta. Questo si rivela essere la Terra e gli esseri interessati risultano proprio quelli coinvolti nell'esperimento del dottor Catledge. Nel momento in cui i tyrenni occupano i corpi sulla Terra, i corrispettivi esseri umani sono però trasferiti su Tyree. Il salvataggio degli abitanti di Tyree avverrebbe quindi a discapito degli ignari abitanti della Terra.
Tivonel, Giadot, il sommo Padre Heagran e altri si oppongono fermamente a questa eventualità, ma nel peggioramento delle condizioni del pianeta, un gruppo di ribelli decide di tentare a tutti i costi il salto, così che quasi tutti coloro che erano coinvolti nell'esperimento sulla Terra si trovano trasportati a loro insaputa su Tyree, mentre Margaret Omali, Ted Yost e Giadot si ritrovano intrappolati sul Distruttore, che ha maturato un interesse progressivamente maggiore per il raggio di collegamento tra i due mondi.
Gli uomini e le donne giunti su Tyree si ritrovano su un mondo morente, soggetto a sconvolgimenti via via maggiori, in corpi alieni che faticano a governare, assistiti da Tivonel e dagli altri tyrenni rimasti. Tuttavia, quanto più acquisiscono dimestichezza con le loro nuove forme, trovano una pace ed una soddisfazione che non era appartenuta alla loro esistenza sulla Terra. La fine però incombe e non sembrano esserci possibilità di scampo, finché non giunge l'intervento dello stesso Distruttore, guidato da Margaret Omali, a salvarli.
Il Distruttore, infatti, era stato creato, uno dei tanti, per arginare un incendio galattico che rischiava di distruggere la vita stessa. Nel corso del tempo, tuttavia, aveva perduto la sua missione e dimenticato il suo obbligo primario: proteggere gli esseri viventi incontrati. Gli umani ed i tyrenni superstiti sono quindi trasferiti psichicamente nel corpo del Distruttore; insieme riusciranno a "domarlo" e a intraprendere una nuova esistenza.

## Temi LGBT
Alice Sheldon (alias James Tiptree Jr.) affronta nel romanzo temi complessi, tra i quali il femminismo, l'omosessualità femminile e l'identità di genere. È inizialmente la società dei tyrenni a porre in discussione i ruoli di genere così come sono ripartiti sulla Terra: tra i tyrenni, sono i maschi ad allevare la prole e l'essere "Padre" fornisce la predominanza sociale. È presente anche un movimento femminista che aspira proprio all'acquisizione del diritto a crescere i bambini. Inoltre, nello scambio psichico, uomini e donne sulla Terra sono trasferiti in corpi di maschi, femmine e bambini su Tyree, con varie occorrenze di cambio di genere. Questa nuova esperienza non è vissuta con ansia dai protagonisti. L'ultimo trasferimento nel corpo del Distruttore, infine, libera tutti del corpo materiale e della caratterizzazione propria del ruolo di genere.

## Edizioni
- (EN) James Tiptree Jr., Up the Walls of the World, Berkley/Putnam, 1978.
- James Tiptree Jr., La via delle stelle, traduzione di Marika Boni Grandi, Fantascienza n° 3, Armenia Edizioni, 1980.
- James Tiptree Jr., La via delle stelle, traduzione di Marika Boni Grandi, Cosmo Serie Oro. Classici della Narrativa di Fantascienza n° 156, Editrice Nord, 1996.
- James Tiptree Jr., La via delle stelle, traduzione di Marika Boni Grandi, Urania Collezione n° 146, Arnoldo Mondadori Editore, 2015.